# Gabriel Ghieakhomo Dunia
Gabriel Ghieakhomo Dunia (ur. 29 września 1957 w Obobo) – nigeryjski duchowny rzymskokatolicki, od 2003 biskup Auchi.

## Życiorys
Święcenia kapłańskie otrzymał 9 września 1989 i został inkardynowany do archidiecezji benińskiej. Był m.in. wykładowcą w archidiecezjalnym seminarium oraz wiceprezesem archidiecezjalnego stowarzyszenia kapłańskiego.
6 listopada 2002 papież Jan Paweł II ustanowił go pierwszym biskupem nowo powstałej diecezji Auchi. Sakry biskupiej udzielił mu 22 lutego 2003 ówczesny arcybiskup Beninu, Patrick Ebosele Ekpu.